# ندانم‌گرایی
ندانم‌گرایی، لاادری‌گری یا اَگنوستیسیزم (انگلیسی: Agnosticism) نوعی شک‌گرایی و دیدگاهی فلسفی است که دانستن درستی یا نادرستیِ برخی ادعاها و به‌طور ویژه، ادعاهای مربوط به امور فراطبیعی مانند الهیات، زندگی پس از مرگ، وجود خدا و موجودات روحانی یا حتی حقیقت نهایی را نامعلوم یا به شکل «ندانم‌گویی»، از اساس ناممکن می‌داند. لاادری‌گری، از گرایش‌های فلسفی است که در عین باور به عینیت و واقعیت جهان، شناخت قسمتی از آن یا کل آن را ناممکن می‌داند.
این اصطلاح برای نخستین بار، توسط توماس هنری هاکسلی، به مفهوم ناشناختنی بودن ماوراء طبیعت به‌کار رفت؛ اما پس از آن، در ادبیات فلسفی و به‌ویژه مارکسیستی، در معنای غیرقابل شناخت بودن جهان مادی به‌کار می‌رود.
بسیاری از فیلسوفان و اندیشمندان، در مورد ندانم گرایی نوشته‌اند که از میان آنان می‌توان از توماس هنری هاکسلی، رابرت اینگرسول، برتراند راسل، ابوالعلاء معری و به خصوص خیام نام برد.
نظریه‌های کانت و شکاکیت، نوعی ندانم‌گری به‌شمار می‌روند. هیوم نیز، از فلاسفه باورمند به این مکتب است.
ندانم‌گرایان حقیقت نهایی را نامعلوم می‌دانند و معتقد به جمله معروف دانم که ندانم سقراط، فیلسوف یونانی هستند. ندانم‌گرایان معتقدند که منظور سقراط این بوده که انسان هرگز نمی‌تواند چیزی راجع به جهان خارج را به یقین بداند، اما از احوال درونی خود به یقین می‌تواند معرفت (شناخت) یابد؛ پس می‌تواند بگوید که راجع به جهان خارج به یقین چیزی نمی‌داند و تناقضی پیش نمی‌آید. به‌طور کلی ندانم گرایان می‌گویند اوج دانایی، اظهار به ندانستن است زیرا از طرفی دلایل کافی برای اثبات خدا وجود ندارد و از طرفی دلایل کافی برای اثبات عدم خدا نیز وجود ندارد.

## انواع ندانم‌گرایی

رابطهٔ میان مواضع خداباوری و خداناباوری به‌صورت مجموعه‌های ریاضی

ندانم‌گرایی به‌معنی نداشتن دانش کافی در رد یا اثبات وجود یک پدیده است و به زیرشاخه‌های مختلفی تقسیم می‌شود. انواع آن‌ها عبارتند از:

### ندانم گرایی نیرومند
این که پرسش وجود یا عدم وجود خدا یا خدایان، به دلیل ناتوانایی ذاتی مان، از نظر منطقی پاسخی ندارد. یک ندانم‌گرای نیرومند می‌گوید: «من نمی‌توانم بدانم که خدایی هست یا نه، همان‌طور که شما هم نمی‌توانید بدانید».

به ندانم‌گرایی نیرومند در این شعر از عمر خیام اشاره شده‌است:

آنان که محیط فضل و آداب شدند/
در جمع کمال شمع اصحاب شدند/رَه زین شب تاریک نبردند برون/گفتند فَسانه ای و در خواب شدند

### ندانم گرایی ضعیف
این که وجود یا عدم وجود خدا در حال حاضر نادانسته است، اما لزوماً غیرقابل دانستن نیست؛ بنابراین، تا وقتی که شواهدی وجود ندارد، این باور را نگه خواهد داشت. یک ندانم گرای ضعیف می‌گوید: «نمی‌دانم خدایی هست یا نه، اما شاید روزی شواهدی برایش پیدا شود».

### ندانم‌گرایی پراگماتیک (عملگرا) یا اپتیک (بی‌تفاوت)
دیدگاهی که می‌گوید با بحث و مناظره نمی‌توان وجود یا عدم وجود خدا یا خدایان را اثبات کرد؛ و حتی اگر یک یا چند خدا موجود باشد به نظر می‌رسد که سرنوشت انسان برایشان اهمیتی ندارد؛ بنابراین وجود آن‌ها تأثیری بر امور شخصی انسان ندارد و می‌بایست کمتر مورد توجه قرار بگیرند.

### خداناباوری ندانم‌گرایانه
دیدگاه آن دسته از افراد که ادعای نمی‌کنند خدایی وجود داشته باشد و به هیچ نوع از آن هم اعتقادی ندارند، و در عین حال ادعا نمی‌کنند که به یقین هیچ خدایی وجود ندارد.

### خداباوری ندانم‌گرایانه
دیدگاه آن دسته از افراد که ادعای وجود هیچ خدایی نمی‌کنند اما هنوز به چنین وجودی اعتقاد دارند. سورن کیرکگارد معتقد بود که شناخت هیچ خدایی ممکن نیست و برای همین کسانی که می‌خواهند خداباور باشند باید به این اعتقاد داشته باشند که «اگر من توانایی فهم عینیِ خدا را داشته باشم، دیگر معتقد نخواهم بود؛ اما از آن جایی‌که نمی‌توانم چنین کنم، پس باید اعتقاد داشته باشم».

## تعریفراسلاز ندانم‌گرایی

راسل در کهولت

کتاب چرا مسیحی نیستم نوشته برتراند راسل که بر اساس سخنرانی سال ۱۹۲۷ وی نوشته شده‌است، به عنوان بیانیهٔ کلاسیک ندانم‌گرایی محسوب می‌شود. در این مقاله قبل از بحث در مورد نظراتش دربارهٔ آموزه‌های مسیحی، به‌طور خلاصه در مورد برهان‌های وجود خدا بحث می‌کند. سپس از خواننده‌هایش می‌خواهد که «بر روی دو پای خود بایستند و منصفانه و با دقت به جهان بنگرند» بدون «ترس و با تفکری آزاد».
راسل در «من یک خداناباورم یا یک ندانم گرا؟» در سال ۱۹۴۷ می‌گوید:
«به عنوان یک فیلسوف، اگر بخواهم برای شنونده‌های فلسفی محض، سخن بگویم، باید بگویم که خود را یک ندانم‌گرا توصیف می‌کنم؛ چرا که فکر نمی‌کنم برهانی قاطع، وجود داشته باشد که کسی بتواند اثبات کند که خدایی وجود ندارد.
از سوی دیگر اگر بخواهم به یک آدم عامی بگویم، فکر می‌کنم که باید بگویم من یک خداناباور هستم؛ چرا که وقتی می‌گویم نمی‌توانم اثبات کنم که خدایی وجود ندارد، مجبورم که همچنین به همان‌سان بگویم که نمی‌توانم اثبات کنم که خدایان هومری، وجود ندارند».
در سال ۱۹۵۳ راسل در مقاله «ندانم‌گرا بودن چیست؟» می‌گوید:
«یک ندانم‌گرا فکر می‌کند که دانستن حقایقی در مورد خدا و زندگی بعدی آن‌گونه که مسیحیت و دیگر ادیان به آن‌ها می‌پردازند، غیرممکن است، یا اگر غیرممکن نیست، در حال حاضر، غیرممکن است».

## تفاوت ندانم‌گرایی و خداناباوری
خداناباوری به معنی اعتقاد نداشتن به وجود خداست اما ندانم‌گرایی به معنی نداشتن دانش و دلیل کافی در اثبات وجود یا عدم وجود خداست. خداناباوری از جنس اعتقاد است اما ندانم‌گرایی ادعایی در مورد دانش است.
ندانم‌گرایی آن است که یک فرد نمی‌تواند به یقین ادعا کند که خدایی وجود دارد یا نه؛ بنابراین ندانم‌گرایی، هم با خداباوری و هم با خداناباوری سازگار است. فرد می‌تواند ادعای خداباوری کند در حالی که از وجود خدا اطمینان نداشته باشد. به این گرایش خداباوری ندانم گرایانه (به انگلیسی: agnostic theism) می‌گویند. از طرفی دیگر، فردی می‌تواند به خدا باور نداشته باشد بدون این که ادعا کند با اطمینان خدایی نمی‌تواند وجود داشته باشد. به این گرایش خداناباوری ندانم گرایانه (agnostic atheism) گفته می‌شود.
ندانم گرایی می‌تواند کاربرد غیر دینی هم داشته باشد. به‌طور مثال یک کیهان‌شناس (Cosmologist) ممکن است بگوید در مورد نظریه ریسمان (String Theory) ندانم گراست، نه به آن باور دارد و نه باور ندارد.
از مثال‌های معروف در این زمینه، قوری سماوی برتراند راسل است.

## ندانم‌گرایان معروف
- آلبرت انیشتین
- میچیو کاکو
- بیل گیتس
- وارن بافت
- استن لی
- ایمانوئل کانت
- برد پیت
- ابن وراق
- خیام[۵]
- صادق هدایت
- دموکریت
- اپیکور
- دیوید هیوم
- ولادیمیر ناباکوف
- مارک توین
- برتراند راسل
- چارلی چاپلین
- چارلز داروین